# Easton (Kansas)
Easton város az USA Kansas államában, Leavenworth megyében. Lakosainak száma 213 fő (2020. április 1.).

## Népesség
A település népességének változása:

| 2010 | 253 |
| 2020 | 213 |